# Cyrtopholis unispina
Cyrtopholis unispina är en spindelart som beskrevs av Franganillo 1926. Cyrtopholis unispina ingår i släktet Cyrtopholis och familjen fågelspindlar.
Artens utbredningsområde är Kuba. Inga underarter finns listade i Catalogue of Life.